# Copa Iberoamericana
La Copa Iberoamericana de la CONMEBOL, conocida también como Copa Iberia (por motivos de patrocinio), fue una competición oficial internacional de fútbol hispano-sudamericana (masculina) ya extinta, que se creó para que se enfrentaran los campeones de la Copa de Oro «Dr. Nicolás Leoz» y la Copa del Rey de España, en virtud de un acuerdo firmado entre la Confederación Sudamericana de Fútbol y la Real Federación Española de Fútbol, patrocinada por la compañía de vuelos Iberia.
La única edición del torneo se disputó en 1994 (correspondiente a la temporada 1993-94), entre Boca Juniors y Real Madrid, con la victoria del equipo español.
Este torneo internacional fue organizado por la Confederación Sudamericana de Fútbol (CONMEBOL) conjuntamente con la Real Federación Española de Fútbol (RFEF), como competición oficial de la CONMEBOL, sin embargo no está reconocido actualmente por la UEFA al no ser ellos los organizadores, pero sí por los citados estamentos, organizadores de la misma.
Este torneo tuvo dos precedentes no oficiales en 1964 y 1965 con una competición de nombre similar, Copa Confraternidad Iberoamericana. La primera de ellas no llegó a finalizarse y en la que participaron el Club Atlético River Plate, el Club Atlético Boca Juniors, el Botafogo de Futebol e Regatas y el Club de Fútbol Barcelona. Los citados tres primeros equipos quedaron empatados a puntos y al no disputarse un desempate el trofeo no se le adjudicó a ninguno, quedando como una competición no finalizada ni contabilizada. La segunda de ellas fue vencida por el Santos Futebol Clube, por delante de Real Madrid Club de Fútbol, C. A. River Plate y C. A. Boca Juniors. Posteriormente y tras el reconocimiento y oficialidad de que gozaba la Copa Intercontinental dejó de disputarse y se organizaría la Supercopa de Campeones Intercontinentales, sin representantes europeos y de exclusividad a equipos CONMEBOL que sí contó con oficialidad.

## Antecedentes
Debido a la similitud de nombre con las ediciones de la Copa Confraternidad Iberoamericana celebradas a mediados de los años 1960 se ha referido en ocasiones a esta como sucesora, en especial de la edición de 1964, y dejar de lado la de 1965 (sucesora de esa primera). Pese a ello no fueron la misma competición, de carácter amistoso en los años 1960 y celebrada por el Club Atlético River Plate durante el parón invernal del campeonato a modo de preparación. Así pues la Copa Iberoamericana con su única edición en 1994, contó con la oficialidad de la Confederación Sudamericana de Fútbol (CONMEBOL) y de la Real Federación Española de Fútbol (RFEF) para dilucidar un campeón internacional entre Sudamérica y España. Los representantes, vencedores de la Copa de Oro Nicolás Leoz 1993 (Club Atlético Boca Juniors) y la Campeonato de España de Copa 1993 (Real Madrid Club de Fútbol).
Pese a las altas recaudaciones producidas y el éxito del torneo los años 1960 presagiaron un mismo resultado al organizar el torneo, y que tuviera periodicidad anual. Pese a la idea inicial a la hora de lanzar el torneo, la escasa repercusión y pobre resultado económico dieron con la cancelación del mismo tras una única edición disputada dejando al equipo español como único vencedor de la misma y como el primer club no perteneciente a la CONMEBOL, vencedor de una de sus competiciones oficiales.

## Historial
| Temporada                         | Campeón                           | Resultado                         | Subcampeón                        | Sede Final                                             |
| Copa Iberoamericana CONMEBOL-RFEF | Copa Iberoamericana CONMEBOL-RFEF | Copa Iberoamericana CONMEBOL-RFEF | Copa Iberoamericana CONMEBOL-RFEF | Copa Iberoamericana CONMEBOL-RFEF                      |
| --------------------------------- | --------------------------------- | --------------------------------- | --------------------------------- | ------------------------------------------------------ |
| 1993-94                           | Real Madrid C. F.                 | 3 - 1, 1 - 2                      | C. A. Boca Juniors                | Santiago Bernabéu, Madrid / La Bombonera, Buenos Aires |

## Palmarés
Únicamente dos clubes participaron antes de que la competición fuese disuelta, disputándose a finales de la temporada 1993-94, siendo el Real Madrid Club de Fútbol el que consiguió el único título oficial disputado tras vencer al Club Atlético Boca Juniors.
| Equipo             | Títulos | Subtítulos | Años campeonatos | Años subcampeonatos |
| ------------------ | ------- | ---------- | ---------------- | ------------------- |
| Real Madrid C. F.  | 1       | –          | 1994             |                     |
| C. A. Boca Juniors | –       | 1          |                  | 1994                |

Datos actualizados: final de la competición.